# Ferdinant (Shakespeare)
Ferdinant is een personage van William Shakespeare, The Tempest.
Ferdinant is de zoon van Alonso en leeft in Napels. Wanneer hij met zijn vader de boot neemt naar een huwelijk van vrienden, wordt hij het slachtoffer van een schipbreuk. Door de schipbreuk raakt Ferdinant afgezonderd van zijn vader, en doolt hij alleen rond op het eiland.
Ariel die zich heeft verstopt in het bos, zingt een lied, dat Ferdinant laat schrikken. Uiteindelijk komt hij Prospero en Miranda tegen. Miranda en Ferdinant worden opslag verliefd op elkaar, maar Prospero (hoewel hij in het geheim dit goedkeurt) doet alsof hij grof, en kritisch is tegen Ferdinant en laat Prospero, Ferdinant zware karweitjes opknappen om Ferdinant te testen. In Prospero's grot ontmoeten de geliefden elkaar weer nadat Ferdinant hout is gaan sprokkelen voor Prospero. In de grot verklaren ze hun liefde voor elkaar, en beloven aan elkaar dat ze samen zullen huwen. Prospero kijkt in het geheim toe, en is zeer tevreden.
Wanneer Prospero in de grot toekomt, presenteert hij zijn dochter Miranda aan Ferdinant, als toekomstige echtgenote, hoewel hij Ferdinant waarschuwt om haar maagdelijkheid niet te schenden tot ze gehuwd zijn. Hij viert deze heugelijke verloving met een show door de geesten Ceres, Juno en Iris. De feestelijkheden worden echter verstoord door Caliban, Stephano en Trinculo die naar de grot zijn gekomen om Prospero te vermoorden en Miranda te ontvoeren.
Prospero en Ferdinant zorgen echter voor een afleiding en jagen het driemanschap weg. Met het huwelijk tussen Ferdinant en Miranda is de kloof tussen Napels en Milaan overbrugt.